# Laurier-Station
| Village de Laurier-Station                |                          |
| Parc Beaudoin, Laurier-Station.jpg        |                          |
| Coordenadas: 46°32' N 71°38'W             |                          |
| Província                                 | Quebec                   |
| Região administrativa                     | Chaudière-Appalaches     |
| Incorporado em                            | 1 de janeiro 1951        |
| Prefeito                                  | Gérald Laganière         |
|                                           |                          |
| Área                                      |                          |
| - Cidade                                  | 12,4 km², 4,8 mi²        |
| Fuso horário                              | UTC -5                   |
| População (2006)                          |                          |
| - Cidade                                  | 2.424                    |
| - Densidade                               | 195 hab/km², 505 hab/mi² |
| Website: www.ville.laurier-station.qc.ca/ |                          |

Laurier-Station é uma aldeia canadense do Regionalidade Municipal de Lotbinière, Quebec, localizado na região administrativa de Chaudière-Appalaches. Em sua área de pouco mais de doze quilómetros quadrados, habitam cerca de duas mil e quinhentas pessoas.

## Geografia
Laurier-Station está localizada na planície do Rio São Lourenço, 43 km da Quebec.

## História
Laurier-Station fazia parte da paróquia de Saint-Flavien até 1951 quando se tornou oficialmente um município. A estação, construída em 1880, lançou o desenvolvimento da região. Nos anos 50, o advento da Trans-Canada Highway e a indústria de móveis impulsionaram seu desenvolvimento.

## Origem do nome
O nome de Laurier-Station vem do ex-Primeiro-ministro do Canadá, Sir Wilfrid Laurier, que parou na estação durante uma de suas campanhas.

## Conselho Municipal
- Prefeito: Gerald Laganière
- André Bernier
- Marc Castonguay
- Marcel Demers
- Louise Tessier
- Rosaire Lambert
- Pierrette Trépanier